# Van Dunnépolder
De Van Dunnépolder is een polder ten zuiden van Biervliet, behorende tot de Polders rond Biervliet.
Nadat de Koninginnepolder in 1893 was bedijkt, restte tussen de Angelinapolder en de Clarapolder nog slechts een smalle geul die weliswaar in verbinding stond met de Braakman, maar spoedig dichtslibde. In 1907 werd deze geul ingedijkt, waardoor de 51 ha grote Van Dunnépolder ontstond.
De polder wordt onder meer begrensd door de Uitweg, de Savooyaardsweg en de Dunnéweg.
De polder is vernoemd naar Johannes Franciscus van Dunné (R.N.L., C.O.N), 1837-1911. directeur Registratie en Domeinen, lid gemeenteraad Middelburg.